# Ilija Najdoski
Ilija Najdoski (mac. Илија Најдоски, ur. 26 marca 1964 w Kruszewie) – macedoński piłkarz grający na pozycji lewego obrońcy. W swojej karierze 11 razy wystąpił w reprezentacji Jugosławii i strzelił w niej 1 gola oraz 10 razy zagrał w reprezentacji Macedonii. Jego syn Dino także jest piłkarzem i ma za sobą występy w reprezentacji Macedonii U-21.

## Kariera klubowa
Karierę piłkarską Najdoski rozpoczął w klubie Pobeda Prilep. Grał w nim w latach 1981–1984. W 1984 roku przeszedł do Vardaru Skopje i w sezonie 1984/1985 zadebiutował w nim w pierwszej lidze jugosłowiańskiej. W Vardarze występował przez 4 lata.
W 1988 roku Najdoski został piłkarzem Crvenej zvezdy Belgrad. Wraz z Crveną Zvezdą trzykrotnie z rzędu wywalczył mistrzostwo Jugosławii w latach 1990, 1991 i 1992 oraz jeden raz zdobył Puchar Jugosławii (w 1990 roku). W 1991 roku wystąpił w wygranym po serii rzutów karnych finale Pucharu Mistrzów z Olympique Marsylia. W 1991 roku zdobył też Puchar Interkontynentalny.
W 1992 roku Najdoski odszedł z Crvenej zvezdy do Realu Valladolid. W 1993 roku awansował z nim z Segunda División do Primera División, a w najwyższej klasie rozgrywkowej w Hiszpanii zadebiutował 4 września 1993 w meczu ze Sportingiem Gijón (0:1). W Realu występował do 1994 roku.
Latem 1994 Najdoski został zawodnikiem tureckiego Denizlisporu. Po roku gry w nim przeniósł się do CSKA Sofia, w którym grał w sezonie 1995/1996. Z kolei w sezonie 1996/1997 występował w szwajcarskim FC Sion, z którym został mistrzem Szwajcarii. W 1997 roku zakończył karierę piłkarską.
| Sezon   | Klub             | Kraj       | Rozgrywki        | Mecze | Bramki |
| ------- | ---------------- | ---------- | ---------------- | ----- | ------ |
| 1981/82 | Pobeda Prilep    | Jugosławia | Treća liga       | ?     | ?      |
| 1982/83 | Pobeda Prilep    | Jugosławia | Treća liga       | ?     | ?      |
| 1983/84 | Pobeda Prilep    | Jugosławia | Treća liga       | ?     | ?      |
| 1984/85 | Vardar Skopje    | Jugosławia | Prva liga        | 22    | 0      |
| 1985/86 | Vardar Skopje    | Jugosławia | Prva liga        | 24    | 0      |
| 1986/87 | Vardar Skopje    | Jugosławia | Prva liga        | 30    | 0      |
| 1987/88 | Vardar Skopje    | Jugosławia | Prva liga        | 25    | 0      |
| 1988/89 | FK Crvena zvezda | Jugosławia | Prva liga        | 23    | 2      |
| 1989/90 | FK Crvena zvezda | Jugosławia | Prva liga        | 29    | 1      |
| 1990/91 | FK Crvena zvezda | Jugosławia | Prva liga        | 32    | 2      |
| 1991/92 | FK Crvena zvezda | Jugosławia | Prva liga        | 29    | 2      |
| 1992/93 | FK Crvena zvezda | Jugosławia | Prva liga        | 1     | 0      |
| 1992/93 | Real Valladolid  | Hiszpania  | Segunda División | 23    | 1      |
| 1993/94 | Real Valladolid  | Hiszpania  | Primera División | 31    | 0      |
| 1994/95 | Denizlispor      | Turcja     | I. liga          | 28    | 0      |
| 1995/96 | CSKA Sofia       | Bułgaria   | A PFG            | 10    | 0      |
| 1996/97 | FC Sion          | Szwajcaria | Nationalliga A   | 4     | 0      |

## Kariera reprezentacyjna
W reprezentacji Jugosławii Najdoski zadebiutował 12 września 1990 w wygranym 2:0 meczu eliminacji do Euro 1992 z Irlandią Północną. Od 1990 do 1992 roku rozegrał w kadrze Jugosławii 11 meczów i strzelił 1 gola.
Po rozpadzie Jugosławii Najdoski zaczął grać w reprezentacji Macedonii. Zadebiutował w niej 13 października 1993 roku w wygranym 4:1 towarzyskim meczu ze Słowenią. W barwach Macedonii grał w eliminacjach do Euro 96. W kadrze Macedonii od 1993 do 1996 roku rozegrał łącznie 10 meczów.
| Mecze i gole w reprezentacji | Mecze i gole w reprezentacji | Mecze i gole w reprezentacji | Mecze i gole w reprezentacji | Mecze i gole w reprezentacji | Mecze i gole w reprezentacji | Mecze i gole w reprezentacji |
| #                            | Data                         | Stadion                      | Rywal                        | Wynik                        | Gol                          | Rozgrywki                    |
| Jugosławia                   | Jugosławia                   | Jugosławia                   | Jugosławia                   | Jugosławia                   | Jugosławia                   | Jugosławia                   |
| 1990                         | 1990                         | 1990                         | 1990                         | 1990                         | 1990                         | 1990                         |
| ---------------------------- | ---------------------------- | ---------------------------- | ---------------------------- | ---------------------------- | ---------------------------- | ---------------------------- |
| 1.                           | 12.09.1990                   | Belfast, Irlandia Północna   | Irlandia Północna            | 2:0                          | 0                            | el. ME 1992                  |
| 2.                           | 14.11.1990                   | Kopenhaga, Dania             | Dania                        | 2:0                          | 0                            | el. ME 1992                  |
| 1991                         |                              |                              |                              |                              |                              |                              |
| 3.                           | 27.02.1991                   | Izmir, Turcja                | Turcja                       | 1:1                          | 0                            | towarzyski                   |
| 4.                           | 27.03.1991                   | Belgrad, Jugosławia          | Irlandia Północna            | 4:1                          | 0                            | el. ME 1992                  |
| 5.                           | 01.05.1991                   | Belgrad, Jugosławia          | Dania                        | 1:2                          | 0                            | el. ME 1992                  |
| 6.                           | 16.05.1991                   | Belgrad, Jugosławia          | Wyspy Owcze                  | 7:0                          | 1                            | el. ME 1992                  |
| 7.                           | 08.08.1991                   | Aosta, Włochy                | Czechosłowacja               | 0:0                          | 0                            | towarzyski                   |
| 8.                           | 04.09.1991                   | Sztokholm, Szwecja           | Szwecja                      | 3:4                          | 0                            | towarzyski                   |
| 9.                           | 16.10.1991                   | Landskrona, Szwecja          | Wyspy Owcze                  | 2:0                          | 0                            | el. ME 1992                  |
| 10.                          | 30.10.1991                   | Varginha, Brazylia           | Brazylia                     | 1:3                          | 0                            | towarzyski                   |
| 1992                         |                              |                              |                              |                              |                              |                              |
| 11.                          | 25.03.1992                   | Amsterdam, Holandia          | Holandia                     | 0:2                          | 0                            | towarzyski                   |
| Macedonia                    |                              |                              |                              |                              |                              |                              |
| 1993                         |                              |                              |                              |                              |                              |                              |
| 1.                           | 13.10.1993                   | Kranj, Słowenia              | Słowenia                     | 4:1                          | 0                            | towarzyski                   |
| 1994                         |                              |                              |                              |                              |                              |                              |
| 2.                           | 31.08.1994                   | Skopje, Macedonia            | Turcja                       | 0:2                          | 0                            | towarzyski                   |
| 3.                           | 07.09.1994                   | Skopje, Macedonia            | Dania                        | 1:1                          | 0                            | el. ME 1996                  |
| 4.                           | 12.10.1994                   | Skopje, Macedonia            | Hiszpania                    | 0:2                          | 0                            | el. ME 1996                  |
| 5.                           | 16.11.1994                   | Bruksela, Belgia             | Belgia                       | 1:1                          | 0                            | el. ME 1996                  |
| 6.                           | 17.12.1994                   | Skopje, Macedonia            | Cypr                         | 3:0                          | 0                            | el. ME 1996                  |
| 1995                         |                              |                              |                              |                              |                              |                              |
| 7.                           | 26.04.1995                   | Kopenhaga, Dania             | Dania                        | 0:1                          | 0                            | el. ME 1996                  |
| 8.                           | 10.05.1995                   | Erywań, Armenia              | Armenia                      | 2:2                          | 0                            | el. ME 1996                  |
| 9.                           | 07.06.1995                   | Skopje, Macedonia            | Belgia                       | 0:5                          | 0                            | el. ME 1996                  |
| 1996                         |                              |                              |                              |                              |                              |                              |
| 10.                          | 27.03.1996                   | Prilep, Macedonia            | Malta                        | 1:0                          | 0                            | towarzyski                   |